# ماتاد
شهرستان ماتاد (به زبان مغولی: Матад сум، [Matad sum]؛ ᠮᠠᠲᠠᠳ ᠰᠤᠮᠤ، [matad sumu]) یک شهرستان (سُوم) در مغولستان است که در استان دورنود واقع شده‌است. ماتاد ۲۲٬۸۳۱ کیلومتر مربع مساحت دارد.

## تقسیمات اداری
شهرستان ماتاد متشکل از ۶ قصبه (باغ) می‌باشد، شامل:
- اِردِنه‌بادراخ (مغولی: Эрдэнэбадрах баг، [Erdenebadrax bag]؛ ᠡᠷᠳᠡᠨᠢ ᠪᠠᠳᠠᠷᠠᠬᠣ ᠪᠠᠭ، [edereni badaraqu baɣ])
- بایان‌اوندور (مغولی: Баян-Өндөр баг، [Bajan-Öndör bag]؛ ᠪᠠᠶ᠋ᠠᠨ ᠥᠨᠳᠦᠷ ᠪᠠᠭ، [bayan öndür baɣ])
- بایان‌خانغای (مغولی: Баянхангай баг، [Bajanxangaj bag]؛ ᠪᠠᠶᠠᠨ ᠬᠠᠩᠭ᠋ᠠᠢ ᠪᠠᠭ، [bayan qaŋɣai baɣ])
- تومِن‌خان (مغولی: Түмэнхаан баг، [Tümenxaan bag]؛ ᠲᠦᠮᠡᠨ ᠬᠠᠭᠠᠨ ᠪᠠᠭ، [tümen qaɣan baɣ])
- جارغالانت (مغولی: Жаргалант баг، [Žargalant bag]؛ ᠵᠢᠷᠭᠠᠯᠠᠩᠲᠤ ᠪᠠᠭ، [jirɣalaŋtu baɣ])
- مِنِن (مغولی: Мэнэн баг، [Menen bag]؛ ᠮᠡᠨᠡᠩ ᠪᠠᠭ، [meneŋ baɣ])